# Ibrahim Hassan
Ibrahim Hassan Hussein (arabisch إبراهيم حسن, DMG Ibrāhīm Ḥasan; * 10. August 1966 in Kairo) ist ein ehemaliger ägyptischer Fußballspieler und mit über 100 Länderspielen seines Landes. Zuletzt spielte er bei Al-Masry.
Er ist einer der Spieler mit über 100 Länderspielen in der ägyptischen Fußballnationalmannschaft, um genau zu sein mit 125 Spielen. Er und sein Zwillingsbruder Hossam Hassan spielten zum größten Teil zusammen in ihren Teams. Die beiden Brüder sind in der Fußballwelt bekannt, wie z. B. die Ravellis, die Laudrups oder die de Boers.

## Karriere

### Verein
Hassan war 21 Jahren im Profibereich tätig und spielte mit seinem Zwillingsbruder zusammen u. a. im Heimatland Ägypten bei Al-Ahly Kairo (zweimal), bei Zamalek SC und bei Al-Masry, in Griechenland bei PAOK Thessaloniki, in der Schweiz bei Neuchâtel Xamax und in Saudi-Arabien bei Al Ain Club.
Mit 40 Jahren beendete seine Karriere als Profispieler und wurde bei Al-Masry als Co-Trainer eingestellt, dort wo er auch seine Karriere beendete. Nachdem er im Jahr 2010 kurzzeitig als Co-Trainer vom Zamalek SC fungierte, kehrte er 2012 wieder zurück zu Al-Masry, wiederum als Co-Trainer.

### Nationalmannschaft
Hassan absolvierte insgesamt 131 Länderspiele und schoss dabei 14 Tore in 17 Jahren. Sein Bruder spielte noch vier Jahre länger für die ägyptische Fußballnationalmannschaft. Bei der Fußball-Weltmeisterschaft 1990 trug er einen großen Teil dazu bei, dass man in der Gruppenphase zwei Unentschieden erreichte und gegen England nur 0:1 verlor.
Er leistete sich einen Faux-Pas mit einem algerischen Schiedsrichter, den er körperlich angegriffen hatte. Nach einiger Kritik beendete er deshalb seine Nationalmannschaftskarriere.

## Titel und Erfolge
Vereinstitel
- Egyptian Premier League: 1984/85, 1985/86, 1986/87, 1988/89, 1993/94, 1994/95, 1995/96, 1996/97, 1997/98, 1998/99, 1999/00, 2000/01, 2002/03, 2003/04
- Ägyptischer Pokal: 1984/85, 1988/89, 1992/93, 1995/96, 2001/02
- Ägyptischer Supercup: 2001, 2002
- African Cup Winners’ Cup: 1983/84, 1984/85, 1985/86, 1992/93
- CAF Champions League: 1986/87, 2001/02
- Arab Champions League: 1995/96, 2002/03
- Arabischer Pokal der Pokalsieger: 1993/94
- Arabischer Supercup: 1997, 1998
- Afro-Asien-Pokal: 1988
- CAF Super Cup: 2002
- Saudiarabisch-ägyptischer Supercup: 2003
- UAE League: 1999/00

Nationalmannschaft
- Arab Cup: 1992